# Dorogháza
Dorogháza es un pueblo ubicado en el condado de Nógrád, Hungría.

## Superficie
Posee una superficie de 17,68 kilómetros cuadrados.

## Demografía
Hasta 2021 la población era de 1041 habitantes, con una densidad de población de 58,88 habitantes por kilómetro cuadrado.